# Rüdiger Reiche
Rüdiger Reiche, född den 27 mars 1955 i Querfurt i Tyskland, är en östtysk roddare.
Han tog OS-guld i scullerfyra i samband med de olympiska roddtävlingarna 1976 i Montréal.